# DJ Culture
DJ Culture är en låt av den brittiska duon Pet Shop Boys från albumet Discography: The Complete Singles Collection. Den släpptes som singel 1991 och nådde som bäst 13:e plats på den brittiska singellistan. På den svenska singellistan blev det en 17:e placering. En annan version av låten, ommixad av The Grid och med titeln DJ Culturemix tog sig också in på den brittiska singellistan på en 40:e plats.
Enligt Neil Tennant behandlar texten falskheten i George W. Bushs tal under Kuwaitkriget när han återanvände Winston Churchills retorik från andra världskriget på samma sätt som när man inom musik samplar musik från andra artister.
I videon till låten syns omväxlande  Neil Tennant och Chris Lowe som bland annat läkare, soldater och fotbollsdomare, samt vid en rättegång mot Oscar Wilde. Textraden And I mylord, may I say nothing? är en parafras på Oscar Wildes uttalande efter att han blivit dömd till straffarbete för homosexualitet.

## Låtförteckning
UK 7": Parlophone
1. "DJ Culture"
2. "Music for Boys"

UK 12": Parlophone
1. "DJ Culture" (Extended mix)
2. "Music for Boys"
3. "Music for Boys (Part 2)"

UK CD: Parlophone
1. "DJ Culture"
2. "Music for Boys"
3. "DJ Culture" (Extended mix)

UK 12" och CD: Parlophone ("Dj Culturemix")
1. "Dj Culturemix"
2. "Music for Boys (Part 3)"
3. "Overture to Performance"